# Je treba delat
Je treba delat je osmi album slovenskega kantavtorja Adija Smolarja, izdan pri založbi Nika Records leta 1999 v obliki CD-ja.

## Seznam pesmi
Vse pesmi je napisal in uglasbil Adi Smolar.
| Št.             | Naslov                      | Dolžina |
| --------------- | --------------------------- | ------- |
| 1.              | „Je treba delat‟            | 3:33    |
| 2.              | „Ajajaj, Slovenija‟         | 3:15    |
| 3.              | „Žejni Franc‟               | 3:46    |
| 4.              | „Nikdar več‟                | 3:39    |
| 5.              | „Živele razlike‟            | 3:52    |
| 6.              | „Zaspan u Lublan‟           | 4:23    |
| 7.              | „Rokenrol v D duru‟         | 3:01    |
| 8.              | „Le pridi‟                  | 2:27    |
| 9.              | „Če boš odšla‟              | 4:21    |
| 10.             | „Za srečo se pobrigaj sam‟  | 2:45    |
| 11.             | „Vasovalec‟                 | 3:28    |
| 12.             | „Glavno da je glava cela‟   | 3:15    |
| 13.             | „Polna lunca‟               | 3:33    |
| 14.             | „Samo na en način‟          | 3:56    |
| 15.             | „Mojbog...‟                 | 4:38    |
| 16.             | „Mandoline za lepe spomine‟ | 2:18    |
| Skupna dolžina: | Skupna dolžina:             | 56:10   |

## Zasedba
- Adi Smolar — vokal, kitara